# Sia Nemat-Nasser
Siavouche Nemat-Nasser (Teerã, 14 de abril de 1936) é um engenheiro iraniano, naturalizado estadunidense.

## Condecorações
- Medalha Nadai, em 2002
- Medalha Theodore von Karman, em 2008
- Medalha Timoshenko, em 2008
- Medalha William Prager, em 2002

## Obras
- Plasticity: a treatise on finite deformation of heterogeneous inelastic materials, Cambridge University Press, 2004
- Editor: Mechanics Today, 6 Volumes, Pergamon Press, 1974-1981
- com Muneo Hori: Micromechanics: overall properties of heterogeneous materials, Elsevier, 1999